# ハンドレッドホースのクリの木
座標: 北緯37度45分00.7秒 東経15度7分49.4秒 / 北緯37.750194度 東経15.130389度

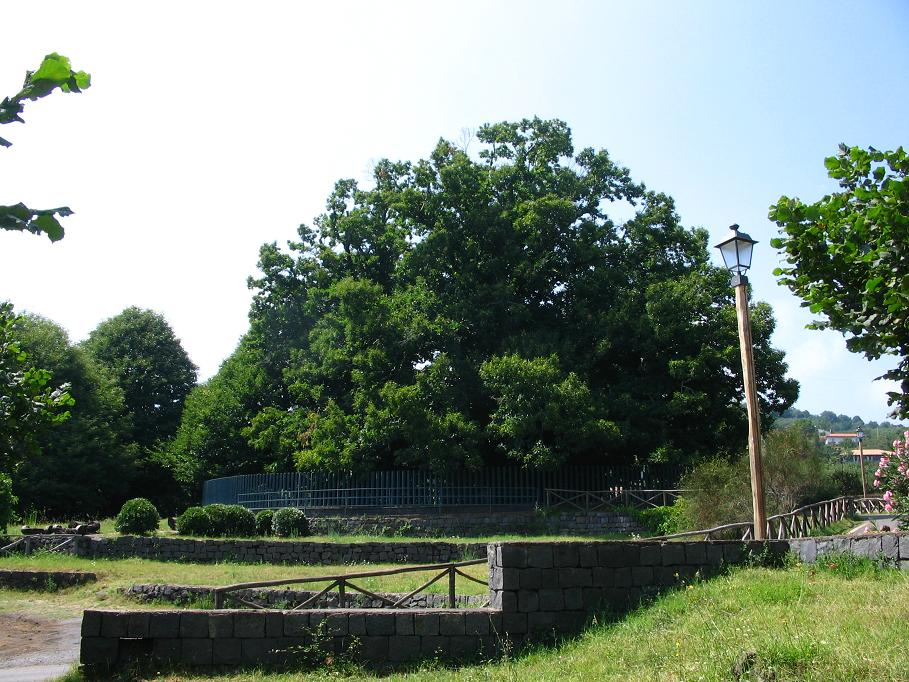
今日のクリの木

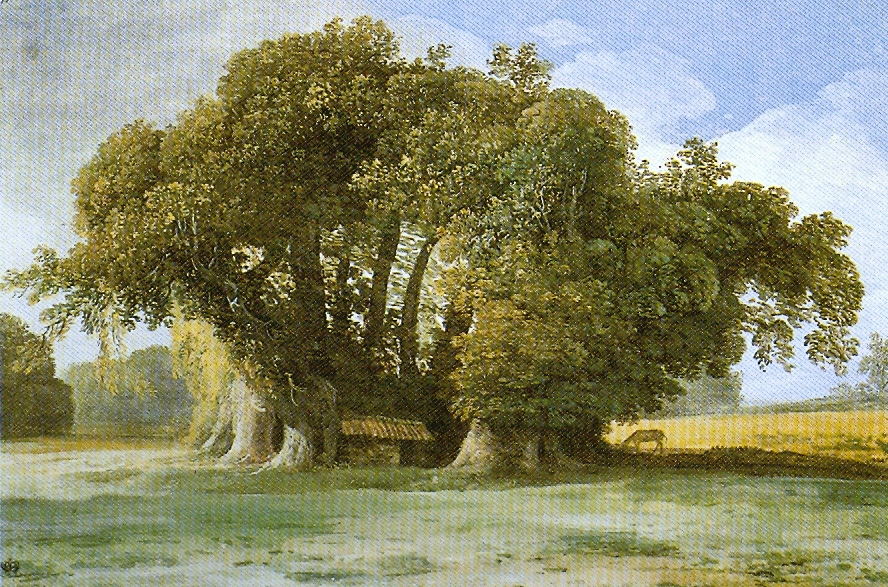
1777年頃にジャン＝ピエール・ウエルが描いたガッシュを使った絵画

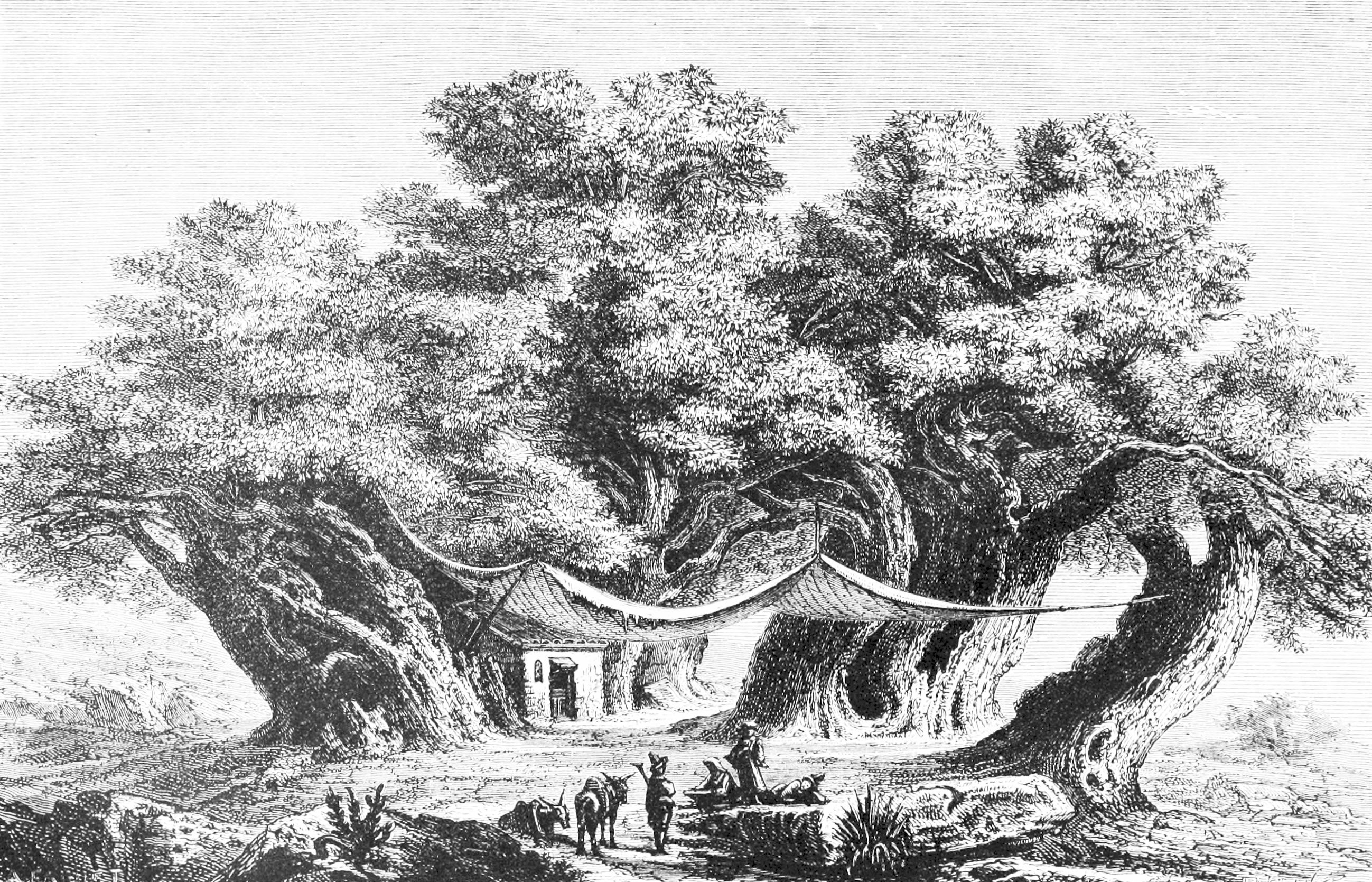
1872年頃に描かれた鉛筆画。月刊誌 Popular Scienceより。

ハンドレッドホースのクリの木(ハンドレッドホースのクリのき、Hundred Horse Chestnut)は、既知の世界最大・最古のクリ（ヨーロッパグリ Castanea sativa）の木である。シチリア島エトナ火山東麓のサンタルフィオの道路脇（火山の噴火口からわずか8 km の場所）にある。一般に、2000歳から4000歳と考えられている（4000歳という推定はトリノの植物学者 Bruno Peyronel による）。ギネス・ワールド・レコーズには、「幹周りの最も大きな木」として掲載されており、1780年に測定した際には、57.9 m であった。地上ではいくつかの大きな幹に分かれているが、地下ではこれらの幹は同じ根を共有している。
この木の名前は、アラゴン王国の女王とその家来の100人の騎士がエトナ山への遠征の際に猛烈な雷雨に襲われ、この木の下に避難したという伝説が由来である。

## 文化における言及
この木とそれにまつわる伝説は、様々な歌や詩の題材となっている。カターニア県の詩人ジュゼッペ・ボレロがシチリア語で書いた以下の詩はその一例である。
| Un pedi di castagna tantu grossu ca ccu li rami so' forma un paracqua sutta di cui si riparò di l'acqua, di fùrmini, e saitti la riggina Giuvanna ccu centu cavaleri, quannu ppi visitari Mungibeddu vinni surprisa di lu timpurali. D'allura si chiamò st'àrvulu situatu 'ntra 'na valli lu gran castagnu d'i centu cavalli. | クリの木は とても大きかった。 その枝は傘を作る。 その下で避難所が求められる。 雨や雷、稲光から。 ジョヴァンナ女王と 100人の騎士により。 エトナ火山への道中、 激しい嵐によって驚かされた。 それ以来、名付けられた。 谷に生えるこの木が 「ワンハンドレッドホースの木」と。 |

同じカターニア県の別の詩人であるジュゼッペ・ビジャロエルも、イタリア語でこの木を題材にソネットを書いている。
アメリカ合衆国の作家リチャード・パワーズの小説『オーバーストーリー』には、次のような一節が含まれる。
700年前、シチリア島の幹周り200フィートのクリの木がスペインの女王とその家来の馬に乗った100人の騎士を激しい嵐から守った。

## イタリアの年次代表樹木
2021年にはイタリア全国樹木デーにおいて Albero Italiano 2021 (イタリアの年次代表樹木) に選ばれたことから、2021年のヨーロッパの年次代表樹木候補としてイタリア代表としてノミネートされた (選考自体は2022年に開催) 。14本のエントリーから欧州年次代表樹木に選出されたのはスペイン・アラゴンの Carrasca milenaria de Lecina (レシナの千年トキワガシ) だったが、ハンドレッドホースのクリの木は2位と健闘した。